# Санта-Мария-дель-Оро (муниципалитет Наярита)
Санта-Мария-дель-Оро (исп. Santa María del Oro) — муниципалитет в Мексике, входит в штат Наярит, площадь 1 119 км², население в 1995 году составило 20 714 человек. Граничит на севере с муниципалитетом Эль-Наяр, на северо-востоке — Ла-Еска, на юго-востоке — Хала, на юге — с муниципалитетом Ауакатлан, с запада Сан-Педро-Лагунильясом, Халиско и Компостелой, на северо-западе — с муниципалитетом Тепик.

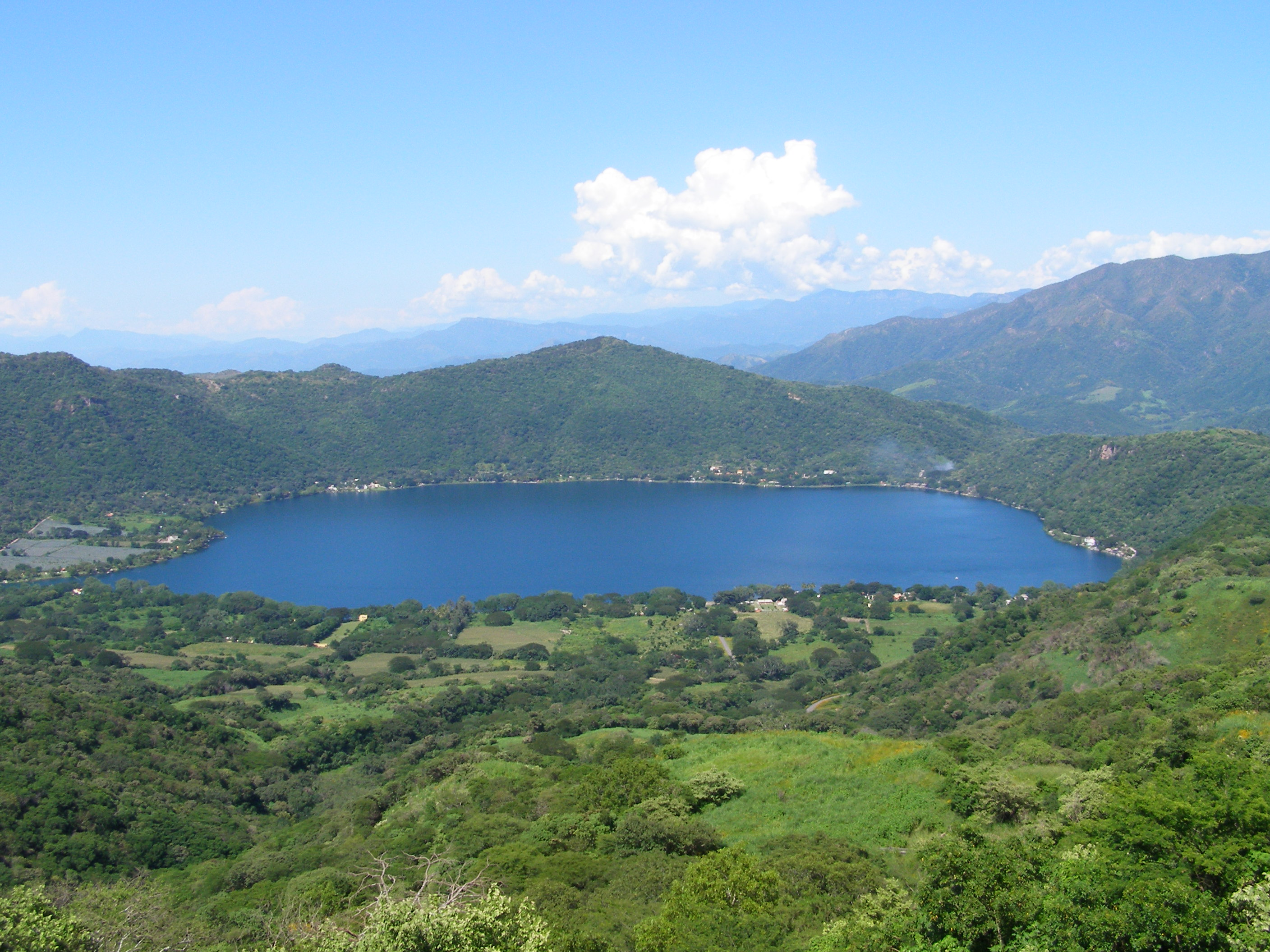
Санта-Мария-дель-Оро (Наярит)